# Menstruationscykeln

Diagram över menscykeln. Uppifrån och ner: Äggmognad, kroppstemperatur, hormonbalans, livmoderslemhinnans tillväxt.

Menstruationscykeln eller vardagligare menscykeln (av latinets mensis som betyder "månatlig") är en serie återkommande fysiologiska förändringar i kvinnans kropp, som har med förutsättningarna för att få barn att göra och styrs av hormonerna östrogen och progesteron. Mellan pubertet och övergångsåldern går kvinnor igenom ungefär en menstruationscykel per månad. Menstruationscykeln manifesterar sig tydligast genom menstruationen, och cykeln räknas börja med första dagen av en menstruation. 
Förutom människor har bara vissa apor, en fladdermusart och elefantnäbbmusen en menstruationscykel där livmoderslemhinnan stöts ut som en blödning. Hos andra däggdjur så tas livmoderslemhinnan upp av kroppen. Man kan alltså säga att menstruationen är osynlig hos dessa djur, och följaktligen säger man inte att de har en menstruationscykel utan en brunstcykel.

## Förlopp
Under östrogenfasen byggs slemhinnelagret på livmoderns insida, endometriet, upp för att kunna ta emot ett ägg. Efter 10-14 dagar är slemhinnorna färdigutvecklade och äggstocken släpper i väg ett ägg som vandrar ner till livmodern genom äggledarna samtidigt som progesteronfasen inleds och livmoderslemhinnan förbereds för en eventuell graviditet så att ett befruktat ägg ska kunna implanteras i livmoderväggen. Om så inte sker, stöter livmodern bort slemhinnan och en ny menscykel börjar. Bortstötandet av slemhinnan kallas menstruation eller bara mens, och ger upphov till mensblodet. Detta består av livmoderslemhinnan och blodrester, och består alltså inte av blod av samma sammansättning som i blodådrorna. Om ägget däremot blir befruktat och implanteras i livmoderslemhinnan börjar ägget producera progesteron, vilket hindrar att slemhinnan stöts bort så kroppen behåller slemhinnan och det befruktade ägget.
Så kallade säkra perioder syftar på de tidpunkter då ett samlag inte borde kunna leda till graviditet. Ägget kan befruktas bara då det lossnat och är på väg genom äggledaren mot livmodern, men spermierna överlever en tid (upp till fem dagar), varför graviditet är mest sannolikt vid samlag något före ägglossningen. Genom att kontrollera faktorer såsom morgontemperatur, slidsekret och menscykel kan den bästa tiden för en kvinna att bli gravid räknas ut. Säkra perioder kan också användas som preventionsmetod med varierande säkerhet.

### Sekret
I livmoderhalskanalen finns håligheter, kryptor, som, på grund av hormon- och till viss del nervpåverkan, bildar olika typer av slem, eller sekret. I dag har fyra olika grundtyper identifierats, vilka har fått benämningarna G, L, S och P.
Under dagarna närmast mensens slut, dominerar ett hormon som heter progesteron. Progesteron stimulerar G-kryptor att bilda G-sekret som är tjockt, trögflytande och ogenomträngligt för spermier. G-sekretet rinner inte ut ur livmoderhalskanalen utan stannar som en ”propp” i den. Efter mens finns ofta några torra dagar och ingen flytning att se eller känna. Under de här dagarna är östrogennivåerna låga. 
När mensen är slut påverkar hormonerna FSH (follikelstimulerande hormon, follikel = äggblåsa) och LH (luteiniserande hormon, luteus = gulkropp) äggstocken till att mogna ut äggblåsor till ägg. Fler blåsor börjar mognadsprocessen men det är bara ett, eller två (tvåäggstvillingar), mycket ovanligt med tre eller fler, som mognar fullt ut.
När ägget växer i äggstocken stimuleras kroppen att bilda hormonet östrogen allt mer stigande nivå. Östrogen påverkar L- och S-kryptorna i livmoderhalskanalen vilka svarar med att bilda det sekret som är livsviktigt för spermiernas överlevnad och transport till livmodern och det väntande ägget. Vid låga nivåer östrogen stimuleras L-kryptor. De bildar ett segt, tråddragande sekret. En våt och klibbig känsla upplevs i underlivet. När östrogenet nått högre nivåer stimuleras också S-kryptorna. De bildar ett tunnare, klart, lättrinnande och tråddragande sekret. En våt och hal förnimmelse upplevs. Allt eftersom ägget växer och östrogenet stiger, ökar mängden sekret och känslan av våthet. 
Ett och ett halvt dygn innan ägglossning sker sjunker östrogenet abrupt, samtidigt kommer en snabb tillfällig stegring av en typ av stresshormon som heter noradrenalin. När detta händer stimuleras P-kryptorna. De bildar P-sekret som har till uppgift att ”låsa upp” L-sekretet för att spermierna som väntat i L-kryptorna ska kunna simma vidare till ägget. Här upplevs en mycket våt och hal känsla i underlivet. Detta är peak-day, den sista dagen med fruktsamt sekret, fruktsamhetstoppen. Sannolikheten att befruktning sker är störst den här dagen.

## Förekomst
Kvinnans första menstruation "menarchen" inträffar vanligen när man är 10-16 år, men kan ibland komma så tidigt som vid 8 eller så sent som 17 års ålder. Den sista menstruationen inträffar vanligen någonstans mellan 45 och 55 års ålder. Avvikelser från det regelbundna menstruationsmönstret kan inträffa exempelvis hos kvinnor som har liten mängd kroppsfett, såsom hårt tränande idrottskvinnor eller anorektiker, men det kan även vara ärftligt. Det är också fullt möjligt att få mens utan att ha ägglossning. I sådana fall är menstruationerna ofta oregelbundna. Tidigare ansågs det att oregelbundna menstruationer hos kvinnor var något onormalt som måste utredas, men idag ser man det sällan som ett problem såvida inte kvinnan önskar bli gravid.
Menscykeln räknas oftast från blödningarnas första dag. Den genomsnittliga menscykeln är 28 dagar, men tiden varierar från individ till individ.
Bland kvinnor som lever tätt tillsammans, finns en tendens hos menstruationen att synkronisera sig något. McClintockeffekten beskrevs först 1971, och förklarades 1998 som troligen styrt av feromoner. Vidare forskningar har dock ifrågasatt att sådan synkronisering existerar.

## Mensskydd
Det finns en rad mensskydd, både engångs- och flergångsartiklar. 
Exempel på mensskydd är bland annat följande:
- Binda
- Tampong
- Trosskydd (vanligare vid flytningar)
- Menskopp
- Menssvamp/ naturtampong

## Problem vid mens
- Mensvärk och kramper är vanliga problem som kan lindras med värme, värktabletter och motion. Kraftiga menssmärtor kan bero på endometrios.
- Matsmältningsbesvär, som lös mage eller diarré kan utlösas av kramperna. Även här kan värme, i synnerhet varma bad, ha en avslappnande och lindrande effekt.
- Värme och fukt på grund av för täta mensskydd kan orsaka svampinfektion i underlivet hos känsliga kvinnor.
- PMS eller PMDD kan vara ett problem hos vissa kvinnor före menstruationen.
- Allergiska besvär kan förvärras före och under mensen.
- Blödningsrubbningar som exempelvis amenorré (utebliven mens) förekommer och kan bland annat bero på underliggande hormonell sjukdom.

## Positiva effekter vid mens
- På grund av hormonbalansen i kroppen anses fysisk träning ha bättre effekt under mensen än under andra perioder av menstruationscykeln.[4]
- Lindriga underlivsbesvär såsom klåda och lättare svampinfektioner kan (om täta mensskydd undviks) avta under mensen då mensvätskan i viss mån tar med sig irriterande ämnen samt svamp- eller bakteriekulturer ut ur slidan.